# ماپوتو
ماپوتو پایتخت کشور موزامبیک است. ماپوتو شهری بندری است که بر کرانهٔ اقیانوس هند قرار گرفته‌است.
شهر ماپوتو ۱٫۲ میلیون نفر جمعیت دارد و با احتساب حومه جمعیت آن ۱٫۸ میلیون نفر برآورد می‌شود.
شهر ماپوتو مرکز استان ماپوتو نیز هست و اسقف‌نشین کلیساهای کاتولیک و انگلیکن نیز در این شهر قرار گرفته‌است. نخستین دانشگاه موزامبیک به نام دانشگاه ادواردو موندلانه نیز در ماپوتو قرار دارد.

## پیشینه
ماپوتو در سده هجدهم میلادی بنیاد شد و نخست لورنسو مارکز نام داشت که نام خود را از کاشف پرتغالی لورنسو مارکز گرفته بود. این کاشف کسی بود که منطقه را در سال ۱۵۴۴ کشف کرده‌بود.
در سال ۱۸۹۵ خط‌آهنی تا پرتوریا در آفریقای جنوبی ساخته شد که این امر باعث افزایش جمعیت ماپوتو شد. شهر لورنسو مارکز در سال ۱۸۹۸ پایتخت کشور موزامبیک شد و پس از استقلال کشور در سال ۱۹۷۵ نام آن تغییر کرده و ماپوتو نامیده شد. این شهر پس از رفتن پرتغالی‌ها با رکود مواجه شد اما امروزه بار دیگر رو به رونق نهاده‌است.